# Maemo
Maemo je operativni sistem otvorenog koda, baziran na Debian operativnom sistemu, namenjen prvobitno za platforme mobilnih telefona i internet tablèta.
Razvijan je pod upravom Nokije i Maemo divajsis, i radi u saradnji sa mnogim projektima otvorenog koda poput Linuks Kernel, Debian i GNOME.

## Softver
Uređaji sa Maemo operativnim sistemom dolaze sa velikim brojem preinstaliranih aplikacija uključujući brauzer na osnovi Mozilinog koda, Skajp, Adobe fleš plejer itd.
Kako je ovo sistem otvorenog koda, uključene su i sledeće "third party" aplikacije:
- Medija plejeri:
- Internet:
- Ofis aplikacije:
- IM:
- VOIP: Skajp,

## Verzije
Do sada je izašlo šest verzija Maemo operativnog sistema neuključujući verzije izmenjene od strane hakera.
To su:
- OS2005 objavljen u novembru, 2005.
- OS2006 objavljen u maju, 2006.
- OS2007 objavljen sa modelom Nokia N800 u januaru, 2007.
- OS2008 objavljen sa modelom Nokia N810 u novembru, 2007.
- Diablo naziv za nadogradnju sistema Maemo 4.0 (OS2008) na verziju 4.1. Objavljen u junu, 2008.
- Maemo 5 objavljen sa modelom Nokia N900 u 2009.

Najavljena je i verzija Maemo 6 koja će da bude objavljena 2011. godine.

## Maemo 5
Maemo 5 je verzija operativnog sistema Maemo koja se pojavila 2009. godine, sa modelom N900, kompanije Nokia kao zamena za dotadašnji glavni sistem Nokia telefona, Simbijan. Kako se sistem Simbijan pokazao kao previše kompleksan i zastareo, kompanija Nokia je odlučila da se okrene ka sistemu Maemo, koji je otvorenog koda, i u verziji Maemo 5 ga prilagodila savremenim tehnologijama poput ekrana osetljivih na dodir i kamera visoke rezolucije.